# Pisary (województwo dolnośląskie)

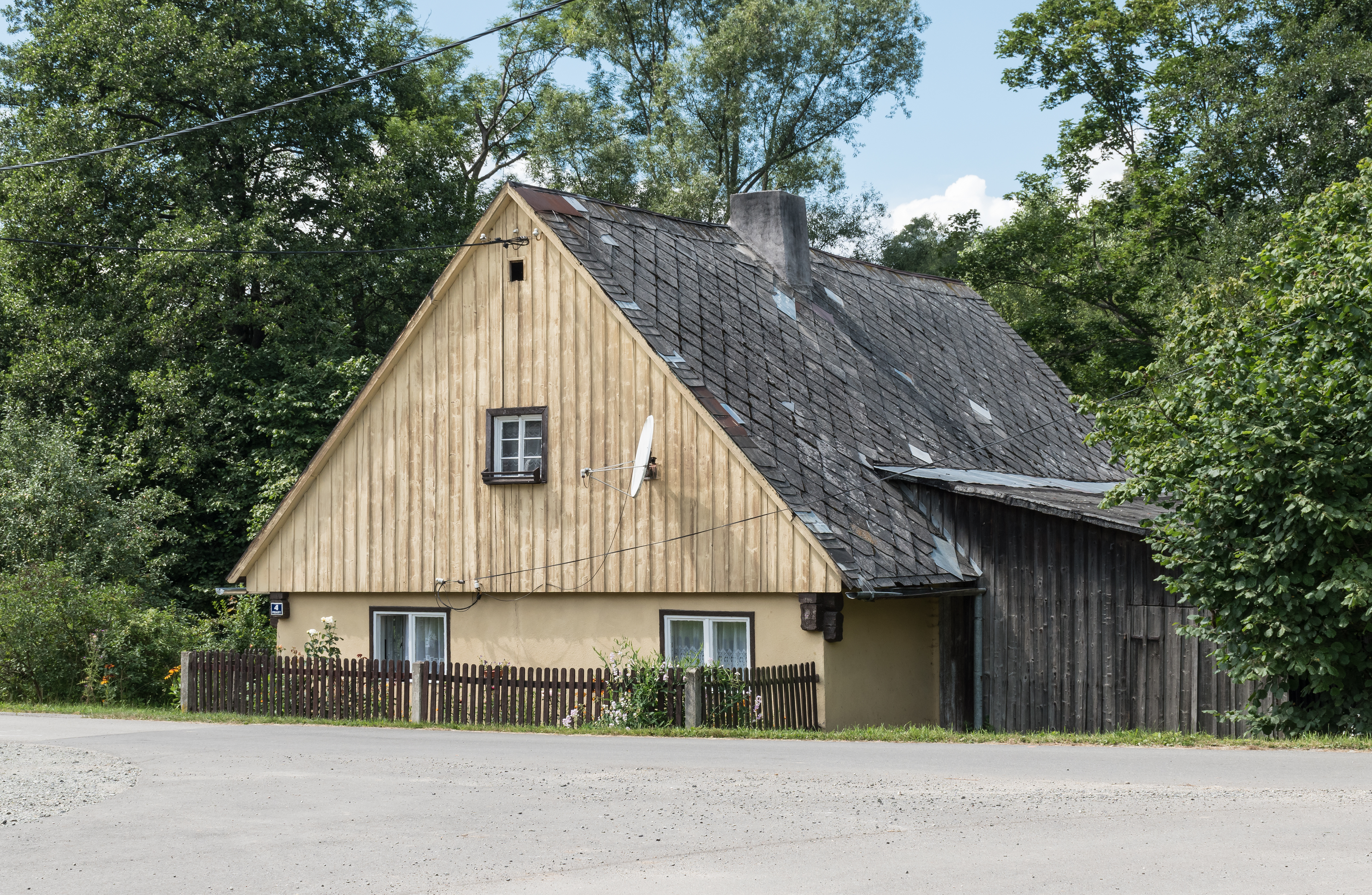
Dom nr 4 w Pisarach

Pisary (łac. Villascriptoris, niem. Schreibendorf) – wieś w Polsce położona w województwie dolnośląskim, w powiecie kłodzkim, w gminie Międzylesie.

## Położenie
Pisary to wieś łańcuchowa o długości około 4 km (przedłużona o kolejne zagospodarowania w 2019 roku) , leżąca w Rowie Górnej Nysy, na granicy Wysoczyzny Międzylesia, na wysokości około 510–570 m n.p.m.

## Podział administracyjny
W latach 1975−1998 miejscowość położona była w województwie wałbrzyskim.

## Nazwa
Nazwa miejscowości wywodzi się od polskiej nazwy na czynność "pisania". W zlatynizowanej formie Sccribochov - "Skrybochów" (od staropolskiej nazwy pisarza skryby, czyli również nawiązującej do czynności pisania) notuje ją spisana po łacinie w latach 1269–1273 Księga henrykowska. W księdze tej zanotowano również łacińską nazwę miejscowości - Villascriptoris", która ma identyczne znaczenie w tym języku.

## Historia
Pisary powstały w drugiej połowie XVI wieku na terenie dóbr międzyleskich. W roku 1787 było tu 97 domów, w tym szkoła i młyn wodny, w miejscowości funkcjonowały 24 warsztaty płóciennicze. W pierwszej połowie XIX wieku wieś była ośrodkiem tkactwa, w roku 1840 były w niej 107 domów, kościół, szkoła katolicka, 2 młyny wodne, olejarnia i gorzelnia. Pod koniec stulecia Pisary stały się popularne wśród turystów udających się na Trójmorski Wierch i na Śnieżnik. 

## Zabytki
- kościół filialny wzniesiony w 1859 roku, mający cechy neobarokowe i neoromańskie[8]. Wewnątrz zachowało się wyposażenie z XIX w., pw. św. Wacława[8].

## Szlaki turystyczne
Przez Pisary przebiega  szlak turystyczny z Międzylesia na Śnieżnik. 